# Pétros Orologás
Pétros Orologás (grec moderne : Πέτρος Ωρολογάς, 1892–1958) est un journaliste et éditeur de journaux grec. Il est l'une des personnalités les plus importantes de la presse de la ville de Thessalonique pendant la période entre 1912 et 2012.

## Biographie
Né à Korçë, dans le Vilayet de Monastir de l'Empire ottoman (aujourd'hui situé en Albanie méridionale) (Épire du Nord), Orologás, dans les années 1920, se rend à Thessalonique, en Grèce, où il devient actif en tant que journaliste dans la presse locale. À partir de 1921, il devient directeur du journal Messager de la Grèce du Nord (grec moderne : Tαχυδρόμος Bορείου Eλλάδος), poste qu'il occupe conjointement avec son frère, Aléxandros Orologás, jusqu'en 1927. Le journal en question est politiquement orienté contre le vénizélisme,. Il y contribue, également, en tant que chroniqueur.
En 1938, Orologás est impliqué dans un conflit littéraire avec les auteurs et journalistes progressistes du magazine « Temps Macédoniens » (grec moderne : Μακεδονικές Ημέρες), défendant une approche conservatrice en matière de littérature. Plus tard, en 1939, il devient l'un des directeurs du journal local « Apogevmatiní » (grec moderne : Απογευματινή), où il écrit, également, plusieurs articles, en particulier des critiques, sous le pseudonyme de « Vradynós ». Il écrit, également, pour le compte de plusieurs autres journaux publiés à Thessalonique, comme « Makedonía » (grec moderne : Μακεδονία), « Ethnikí » (grec moderne : Εθνική), « Fos » (grec moderne : Φως) ou « Néi Kairí » (grec moderne : Νέοι Καιροί).

## Héritage
Orologás est décrit comme la « personnalité la plus spirituelle et la plus courageuse du monde journalistique » de son temps en Grèce. Son œuvre comprend également des essais critiques liés aux questions littéraires, tandis qu'il influence, également, la pensée littéraire grecque contemporaine.